# Бульин, Владислав Александрович
Владислав Александрович Бульин (род. 18 мая 1972, Пенза) — советский и российский хоккеист, защитник, тафгай; тренер.

## Биография
Воспитанник пензенской школы олимпийского резерва, занимался также самбо и дзюдо. Первый тренер — Владимир Копенкин, затем — Н. В. Зарубин, В. Н. Шаманаев. С пятого по десятый класс учился в школе московского «Динамо», чемпион СССР среди молодежных команд. Затем вернулся в Пензу, с 16 лет играл во второй лиге за «Дизелист». После победы на молодёжном чемпионате мира 1992 вернулся в «Динамо». За время выступлений отслужил 2,5 месяца в пограничных войсках.
В матче за сборную на приз «Известий» с США получил травму крестообразных связок. В 1992 году был задрафтован в 5-м раунде под 103-м номером клубом НХЛ «Филадельфия Флайерз», уехал в США делать операции на колене и плече. За «Филадельфию» играл только в выставочных матчах, из-за травмы восстанавливался полтора года. Во время локаута играл в «Херши Беарс», затем — в «Филадельфия Фантомс» из АХЛ и «Мичиган Кей-Уингз» ИХЛ.
В сезоне 1997/98 играл в чемпионате Германии за «Старбуллз Розенхайм». Сезон 1998/99 провёл в петербургском СКА. Вернувшись в Германию, два сезона отыграл за «Аугсбургер Пантер» и «Ганновер Скорпионс».
В российской Суперлиге и КХЛ выступал за «Ладу» (2001—2003), «Динамо» Москва (2003—2005), «Металлург» Магнитогорск (2005—2010), «Нефтехимик» (2010—2011). В сезоне 2011/12 играл в ВХЛ за «Дизель», два следующих сезона работал в клубе на различных тренерских должностях.
Двукратный чемпион России (2005, 2007).
Тренер «Балашихи» (2014/15), главный тренер «Ариады» (2015/16), тренер «Торпедо» Усть-Каменогорск (2016/17 — 2017/18, 2019/20), тренер «Югры» (2018/19).
Сын от первой жены живёт в США, занимается хоккеем, гражданин США.